# Nombre feliç
Un nombre feliç és definit pel següent procés: Es comença per qualsevol nombre enter positiu, se substitueix el nombre per la suma dels quadrats dels seus dígits i es repeteix el procés fins que el nombre sigui igual a 1 o fins que s'entri en un bucle infinit, és a dir, en un cicle en el qual no s'hi inclogui l'1. Els nombres que en finalitzar el procés acaben en 1 són anomenats nombres feliços, mentre que els que no acaben en 1 són nombres infeliços (o nombres tristos).

## Definició
Més formalment, donat un nombre {\displaystyle n=n_{0}}, es defineix una seqüència {\displaystyle n_{1}}, {\displaystyle n_{2}}, ... un {\displaystyle n_{i+1}} és la suma dels quadrats dels dígits de {\displaystyle n_{i}}. Aleshores n és feliç si i només si existeix i de tal manera que {\displaystyle n_{i}=1}.
Si un nombre és feliç, aleshores tots els membres de la seqüència són feliços; si un nombre és infeliç, tots els membres de la seva seqüència són infeliços.
Per exemple, 19 és feliç, com ho és la seva seqüència:
1² + 9² = 82
8² + 2² = 68
6² + 8² = 100
1² + 0² + 0² = 1.
Els nombres feliços per sota del 500 són:
1, 7, 10, 13, 19, 23, 28, 31, 32, 44, 49, 68, 70, 79, 82, 86, 91, 94, 97, 100, 103, 109, 129, 130, 133, 139, 167, 176, 188, 190, 192, 193, 203, 208, 219, 226, 230, 236, 239, 262, 263, 280, 291, 293, 301, 302, 310, 313, 319, 320, 326, 329, 331, 338, 356, 362, 365, 367, 368, 376, 379, 383, 386, 391, 392, 397, 404, 409, 440, 446, 464, 469, 478, 487, 490, 496.
Els primers dos nombres consecutius en la seqüència són 31 i 32, i els primers tres són 1880, 1881 i 1882. S'ha demostrat que existeixen seqüències de nombres feliços consecutius de qualsevol mida.

## Nombres primers feliços
Un nombre primer feliç és un nombre que a la vegada és feliç i nombre primer. Els nombres primers feliços per sota de 500 són
7, 13, 19, 23, 31, 79, 97, 103, 109, 139, 167, 193, 239, 263, 293, 313, 331, 367, 379, 383, 397, 409, 487.

## Generalització per altres bases
Un nombre és feliç en base {\displaystyle b} si eventualment arriba a 1 quan s'itera per la funció següent, anomenada invariant digital perfecta, per {\displaystyle p=2} i {\displaystyle b>1}:
{\displaystyle F_{p,b}(n)=\sum _{i=0}^{\lfloor \log _{b}{n}\rfloor }{\left({\frac {n{\bmod {b^{i+1}}}-n{\bmod {b^{i}}}}{b^{i}}}\right)}^{p}}.
Per tant, el nombre és feliç en base {\displaystyle b} si existeix {\displaystyle j} tal que {\displaystyle F_{2,b}^{j}(n)=1}, on {\displaystyle F_{2,b}^{j}} representa l'índex {\displaystyle j} de la funció iterada de {\displaystyle F_{2,b}}.
Tot i que generalment són poc freqüents, per tota base {\displaystyle b} hi ha infinits nombres feliços, perquè 1 és un nombre feliç en qualsevol base, i per cada {\displaystyle n}, {\displaystyle b^{n}} ({\displaystyle 10^{n}} en {\displaystyle b}) és feliç en aquella base ja que la seva suma és 1. A més, la felicitat d'un nombre es conserva al inserir o treure zeros, ja que no contribueixen a la suma creuada.
Una base feliç és una base en què tots els nombres són feliços. Les úniques bases felices menors que 5 × 108 són base 2 i base 4, i es desconeix si n'hi ha cap altra.